# Urologische Universitätsklinik Heidelberg
Die Urologische Universitätsklinik Heidelberg gehört zum Universitätsklinikum Heidelberg. Sie ist Teil der  Chirurgischen Klinik und befindet sich im neuen naturwissenschaftlich-medizinischen Campus im Neuenheimer Feld.

## Geschichte und Bedeutung
Die  Urologische Universitätsklinik in Heidelberg hat  am medizinischen Fortschritt mitgewirkt. Sowohl im 19. wie auch im 20. Jahrhundert wurden in Heidelberg Pionierleistungen auf dem Gebiet der operativen Urologie vollbracht. Einige der wichtigsten  Operationen waren unter anderem:
- Die erste Entfernung einer Niere (Nephrektomie) durch Gustav Simon im Jahr 1869
- Die erste Entfernung einer tumorbefallenen Niere und die erste Teilentfernung einer Niere durch Vinzenz v. Czerny in den Jahren 1882/1883
- Erstbeschreibung des Nephroblastoms bei Kindern durch Max Wilms
- Entwicklung moderner bildgebender Verfahren des Harntrakts mit röntgendichten Kontrastmitteln von Friedrich Völcker und Alexander von Lichtenberg
- 1967 wurde von Lars Röhl, die erste Nierentransplantation in Deutschland nach Lebendspende durchgeführt
- 1993 wurden von Gerd Staehler die erste urologische Tumordatenbank und Tumorgewebebank Deutschlands etabliert
- 2003 Robotische Chirurgie des Prostatakarzinoms
- 2007 MRT-Ultraschall Inzisionierte Biopsie des Prostatakarzinoms
- 2010 Beginn der individualisierten Tumortherapie mit Einrichtung der Sektionen Molekulare Uroonkologie, urologische Präzisionsonkologie und translationale Uroonkologie

## Ärztliche Direktoren der Urologischen Universitätsklinik
- Lars Röhl: 1967–1989
- Gerd Staehler: 1989–2003
- Markus Hohenfellner: seit 2003[1]

## Leistungen
Die  Urologische Universitätsklinik Heidelberg deckt heute das  Spektrum der modernen Urologie ab:
- Andrologie
- Kinderurologie
- Minimal-invasive Urologie inklusive Laparoskopie und DaVinci Robotik
- Neurourologie
- Onkologie
- Prostatastanzbiopsie
- Rekonstruktive Urologie
- Blasenkrebs

## Krankenversorgung
Das Klinikum Heidelberg ist im internationalen Vergleich eine der besten Einrichtungen dieser Art. Die urologische Klinik behandelt jährlich ca. 20.000 Patienten im ambulanten, teilstationären und stationären Bereich. Sie ist Teil des Nationalen Centrums für Tumorerkrankungen (NCT). Entsprechend werden Patienten mit – künftig schwerwiegenden – urologischen Tumorerkrankungen nach neuesten klinischen und wissenschaftlichen Erkenntnissen multimodal und interdisziplinär behandelt.

## Lehre und Ausbildung
Seit 2001 durchlaufen alle Medizinstudenten der Universität Heidelberg und des Universitätsklinikums Heidelberg  einen reformierten sechsjährigen Studiengang namens Heidelberger Curriculum Medicinale (HeiCuMed). HeiCuMed steht für einen neuen innovativen Ansatz, Medizinstudenten während ihrer klinischen Semester möglichst praxisnah und interdisziplinär auf ihre zukünftige Tätigkeit vorzubereiten. Dieser Studiengang ist eine adaptierte Version des Curriculums der Harvard Medical School. Undergraduate-, Graduate- und Postgraduate-Programme der Medizinischen Fakultät der Universität Heidelberg haben wesentlich dazu beigetragen, dass Heidelberg von der Exzellenzinitiative der deutschen Universitäten als "Exzellenzuniversität" ausgezeichnet wurde.

## Stiftung
Die Europäischen Stiftung für Urologie wurde 2005 gegründet und ist eine gemeinnützige rechtsfähige Stiftung des bürgerlichen Rechts. Sie folgt dem wichtigsten Gebot der Medizin „Salus aegroti suprema lex“. Primäres Ziel der Stiftung ist die Unterstützung der urologisch spezialisierten medizinischen Weiterbildung von Ärzten aus Schwellenländern.

## Wissenschaftliches, internationales und philanthropisches Engagement
- 2005: Europäischen Stiftung für Urologie
- 2012: Chinese-German Association for Urology (CGAU)
- 2015:  Semi-Live in Urology - Selected state-of the-art surgical procedures in Urology
- 2018:  OP 4.1[6][7]
- 2019: DATA 5.0
- 2021: CLINIC 5.1[8]